# Akkajaure
Akkajaure é um reservatório artificial de água da província histórica da Lapónia, localizada na Suécia.
A grande barragem Suorvadammen, com 76 m de altura, regula o nível da água, com a finalidade de otimizar a produção de eletricidade. A sua área também varia, por esse motivo, entre 94 e 242 km2.
Está localizado a noroeste do lago Stora Lulevatten, no parque nacional de Stora Sjöfallet.

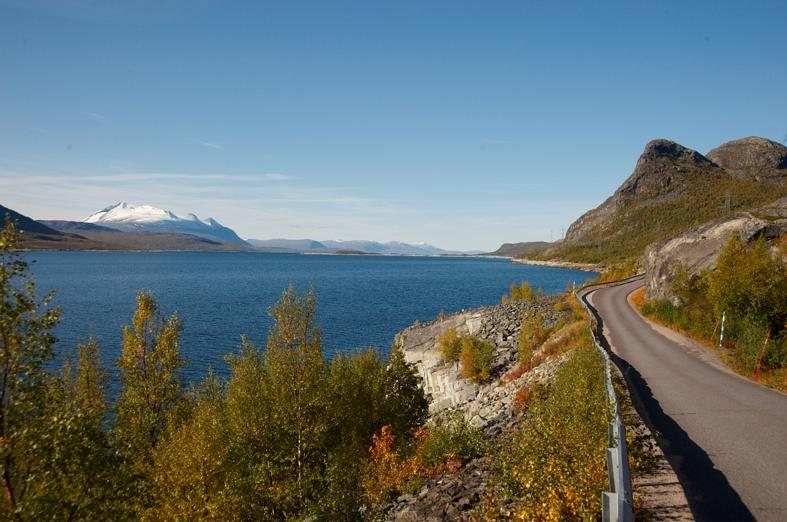
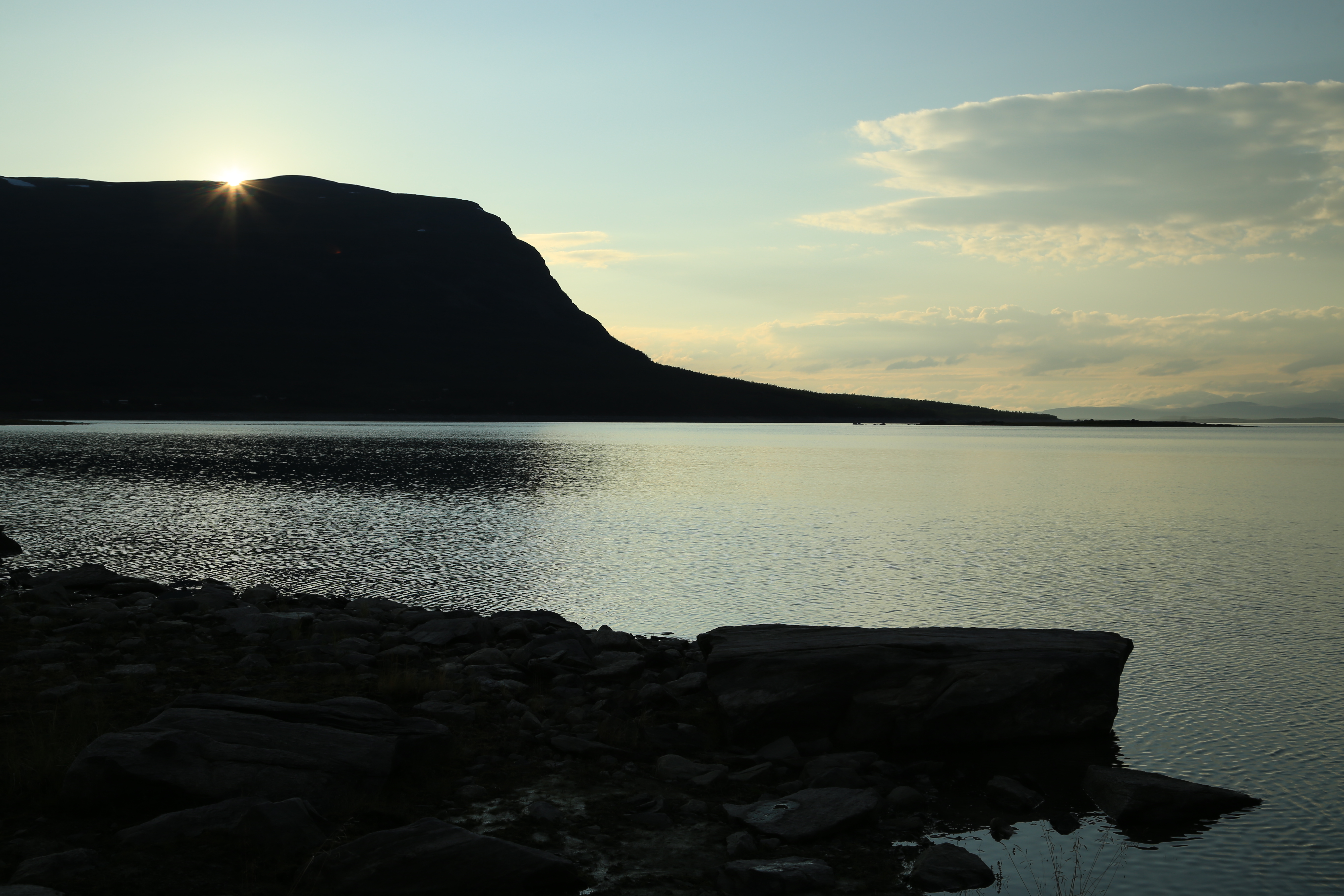